# Krystian Zalewski

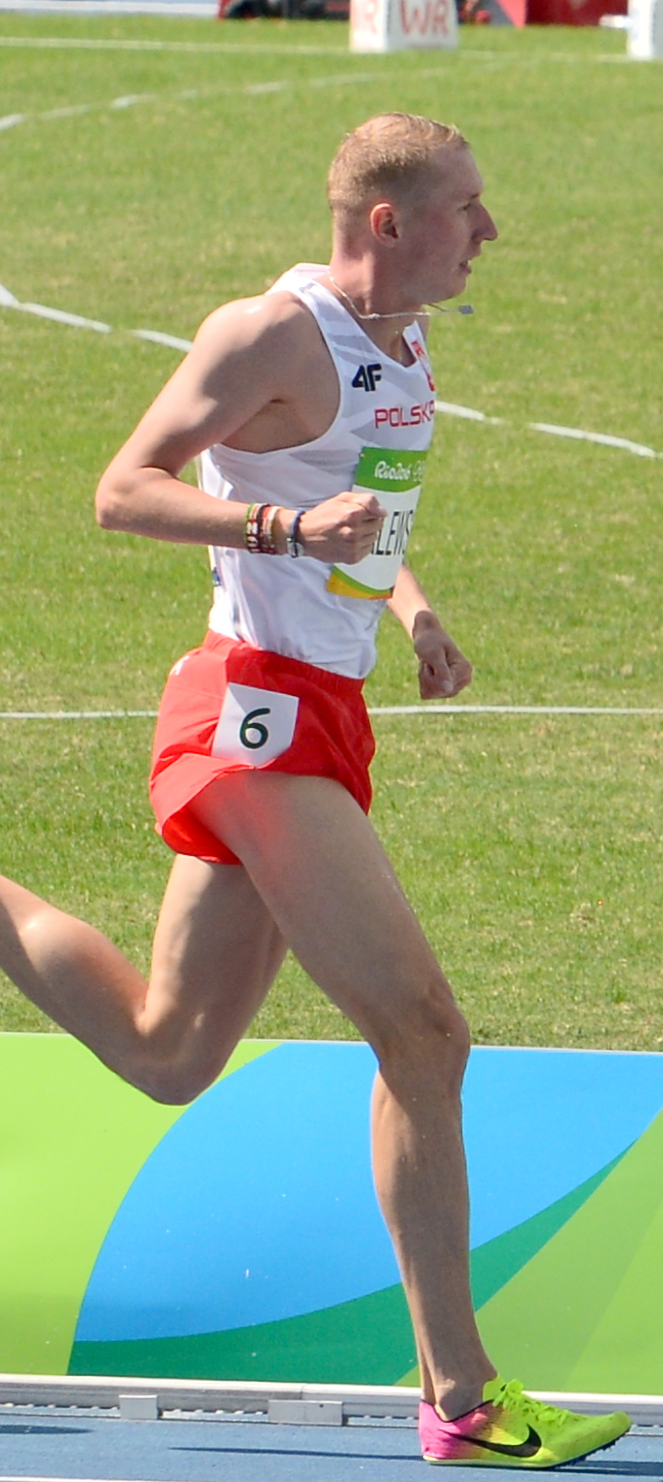
Krystian Zalewski

Krystian Zalewski (* 11. April 1989) ist ein polnischer Hindernis- und Langstreckenläufer.
Bei den Crosslauf-Weltmeisterschaften 2010 in Bydgoszcz belegte er den 106. Platz, und bei den Europameisterschaften 2012 in Helsinki wurde er Siebter über 3000 Meter Hindernis.
2013 kam er bei den Crosslauf-Weltmeisterschaften in Bydgoszcz auf Rang 55 und wurde bei den Weltmeisterschaften in Moskau im Vorlauf über 3000 Meter Hindernis disqualifiziert, weil er die Innenseite der Bahn überschritten hatte.
2014 gewann er über 3000 Meter Hindernis bei den Europameisterschaften in Zürich Silber und wurde beim Continentalcup in Marrakesch Achter. Bei den Weltmeisterschaften 2015 in Peking lief er auf dem neunten Platz ein.
Nachdem Zalewski weder bei den Olympischen Spielen 2016 in Rio de Janeiro noch bei den Weltmeisterschaften 2017 in London das Finale übr 3000 Meter Hindernis erreichte, siegte er bei der Universiade 2017 in Taipeh in 8:35,88 min.
2014 und 2015 wurde er Polnischer Meister über 3000 Meter Hindernis, 2014 über 5000 Meter.

## Persönliche Bestzeiten
- 3000 m: 7:58,58 min, 9. August 2015, Stettin
- 5000 m: 13:45,94 min, 29. August 2015, Białogard
- 3000 m Hindernis: 8:16,20 min, 5. Juni 2014, Rom
- 5-km-Straßenlauf: 13:53 min, 17. Februar 2019, Monaco